# Adrien Hunou
Adrien Hunou (Évry, 19 de janeiro de 1994) é um futebolista profissional francês que atua como volante.

## Carreira
Adrien Hunou começou a carreira no Rennes.